# Zwergspaniel

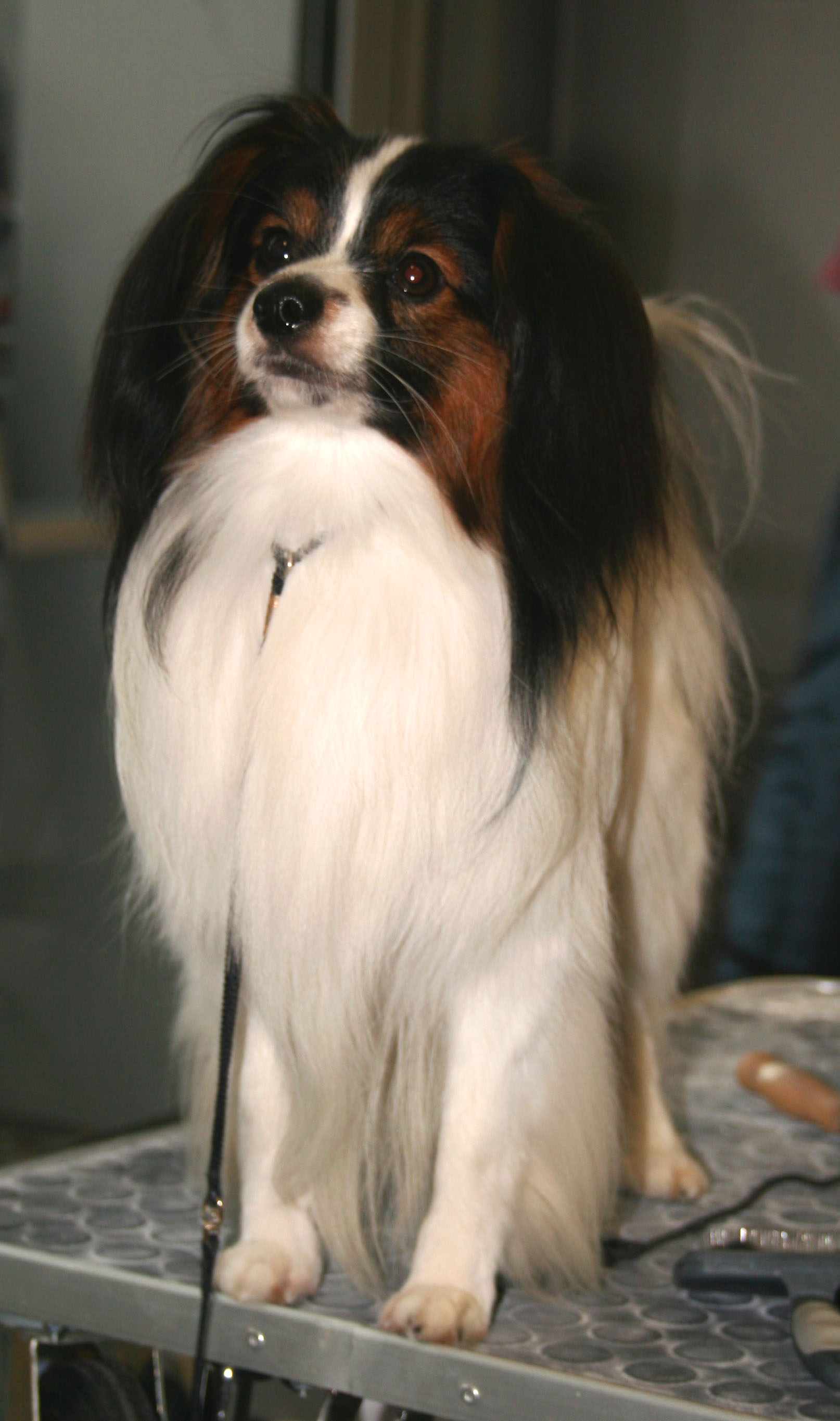
Kontinentaler Zwergspaniel (Phalène)

Zwergspaniel ist die Bezeichnung für kleine Gesellschaftshunde vom Spaniel-Typ. Zwergspaniel waren beim Adel beliebte Hunde. Auf Bildern ab dem 13. und 14. Jahrhundert sind Hunde dieses Typs dargestellt. Im 18. Jahrhundert kann man einen kontinentalen Typ des Zwergspaniels von einem englischen Typ unterscheiden. Mit dem Aufkommen einer systematischen Zucht von Rassehunden entwickelten sich daraus insbesondere der Kontinentale Zwergspaniel und der englische King Charles Spaniel, der auch als English Toy Spaniel bekannt ist (Toy Spaniel = Zwergspaniel).

## Galerie

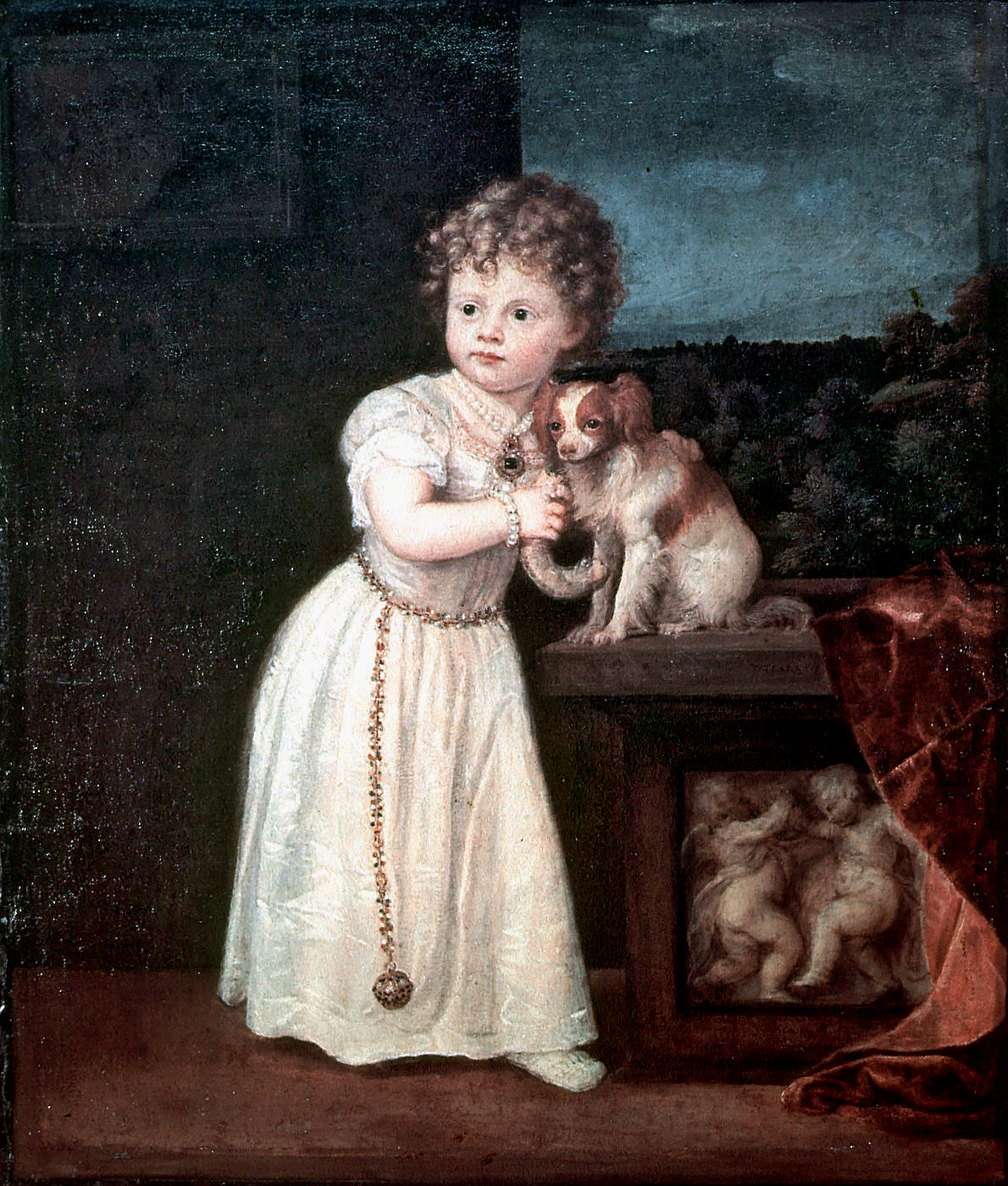
1542
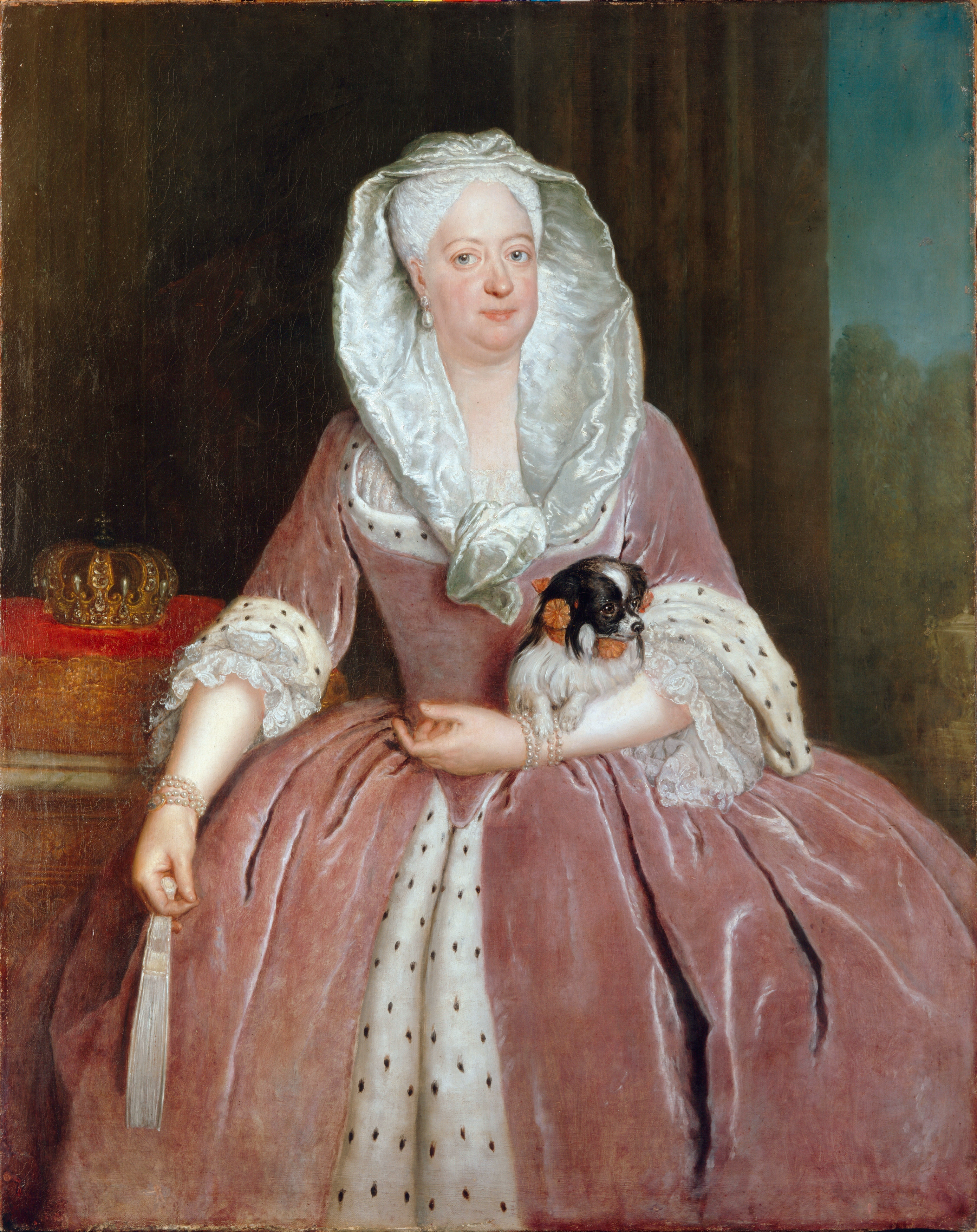
1737
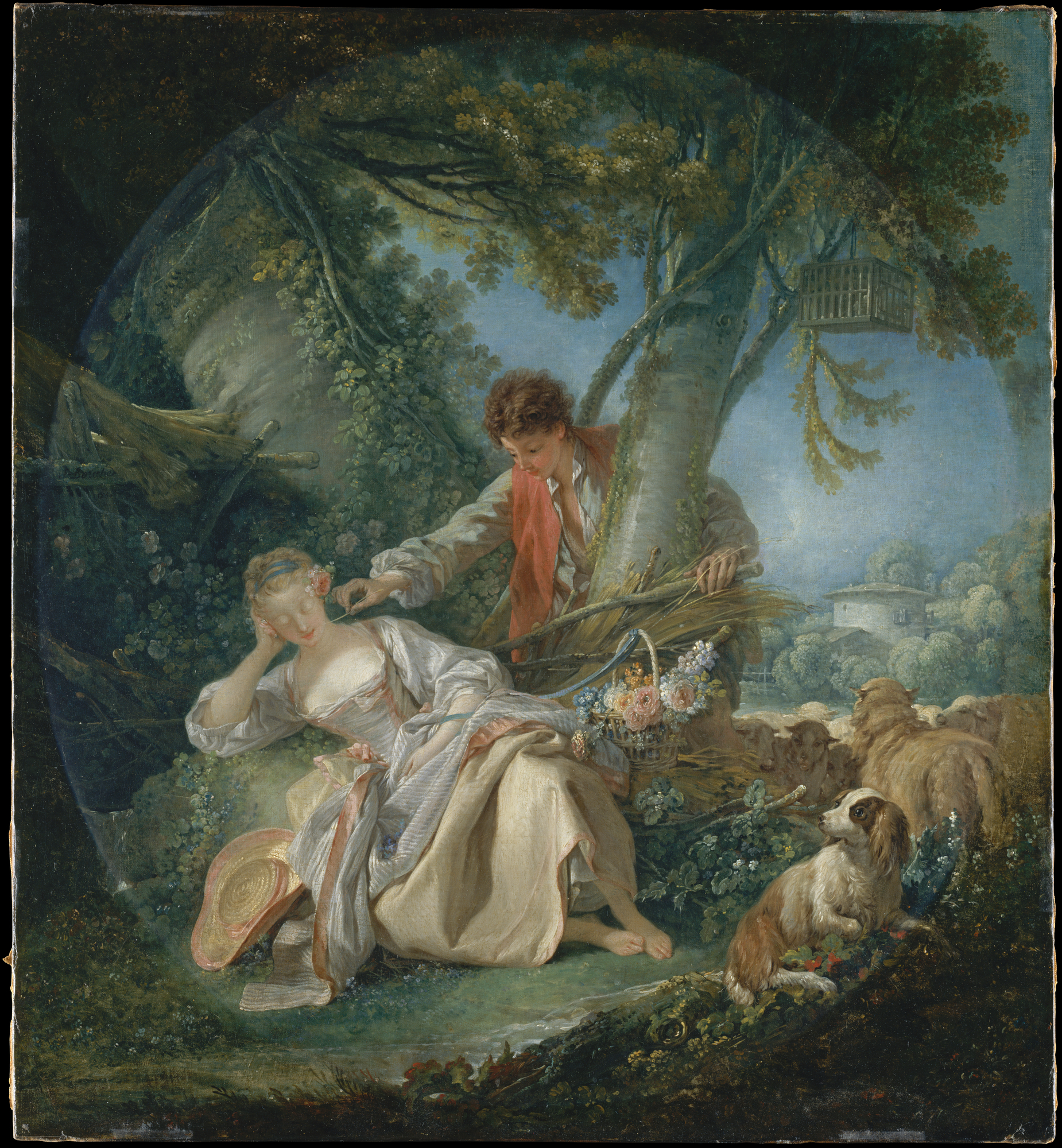
1750